# Монто (Од)
Монто́ (фр. Monthaut) — коммуна во Франции, находится в регионе Лангедок — Руссильон. Департамент коммуны — Од. Входит в состав кантона Алень. Округ коммуны — Лиму.
Код INSEE коммуны — 11247.

## Население
Население коммуны на 2008 год составляло 46 человек.
| 1962 | 1968 | 1975 | 1982 | 1990 | 1999 | 2008 |
| ---- | ---- | ---- | ---- | ---- | ---- | ---- |
| 44   | 43   | 39   | 31   | 35   | 42   | 46   |

## Экономика
В 2007 году среди 26 человек в трудоспособном возрасте (15—64 лет) 16 были экономически активными, 10 — неактивными (показатель активности — 61,5 %, в 1999 году было 55,6 %). Из 16 активных работали 15 человек (7 мужчин и 8 женщин), безработной была 1 женщина. Среди 10 неактивных 2 человека были учениками или студентами, 8 были неактивными по другим причинам.